# Adria Mobil
L'equip Adria Mobil (codi UCI: ADR) és un equip ciclista eslovè de categoria continental. Creat el 2005, competeix principalment als circuits continentals de ciclisme.

## Principals victòries
- Poreč Trophy: Simon Špilak (2006), Marko Kump (2007, 2015), Matej Gnezda (2010), Blaž Jarc (2011), Matej Mugerli (2012, 2013)
- Volta a Eslovènia: Tomaž Nose (2006, 2007), Radoslav Rogina (2013), Primož Roglič (2015)
- Gran Premi Palio del Recioto: Robert Kišerlovski (2007)
- Gran Premi Kranj: Grega Bole (2008), Matej Gnezda (2010)
- Ljubljana-Zagreb: Robert Vrečer (2009), Kristjan Fajt (2011)
- Trofeu Zssdi: Marko Kump (2010)
- Zagreb-Ljubljana: Marko Kump (2012)
- Banja Luka-Belgrad I i II: Matej Mugerli (2012, 2013), Marko Kump (2012, 2015)
- Gran Premi Südkärnten: Marko Kump (2012)
- Gran Premi de Budapest: Marko Kump (2012)
- Tour de Vojvodina I i II: Kristjan Fajt (2012), Marko Kump (2012)
- Umag Trophy: Aljaž Hočevar (2013), Matej Mugerli (2014), Marko Kump (2015)
- Gran Premi de la Indústria del marbre: Matej Mugerli (2014)
- Istrian Spring Trophy: Matej Mugerli (2013)
- Gran Premi Sencur: Radoslav Rogina (2013)
- Classic Beograd-Cacak: Matej Mugerli (2013)
- Gran Premi Raiffeisen: Radoslav Rogina (2014)
- Giro del Medio Brenta: Klemen Štimulak (2014)
- Sibiu Cycling Tour: Radoslav Rogina (2014)
- Croàcia-Eslovènia: Primož Roglič (2014), Marko Kump (2015), Croàcia-Eslovènia (2017)
- Gran Premi Adria Mobil: Marko Kump (2015)
- Tour de l'Azerbaidjan: Primož Roglič (2015)
- Małopolski Wyścig Górski: Marko Kump (2015)
- Velothon Stockholm: Marko Kump (2015)
- Volta al llac Qinghai: Radoslav Rogina (2015)
- Gran Premi d'Izola: Jure Golčer (2016)

### Grans Voltes
- Tour de França
  - 0 participacions
- Giro d'Itàlia
  - 0 participacions
- Volta a Espanya
  - 0 participacions

## Composició de l'equip
| \| Llista de l'equip 2005 \| Llista de l'equip 2005 \| Llista de l'equip 2005 \| Llista de l'equip 2005 \| \| Ciclista \| Data de naixement \| Equip previ \| \| \| ------------------------------------------ \| ---------------------- \| ---------------------- \| ---------------------- \| \| Saso Barantin \| 19 de març de 1986 \| \| \| \| Janez Brajkovič (1 de gen–24 de jul, Nota) \| 18 de desembre de 1983 \| \| \| \| Jure Bregar \| 5 de abril de 1985 \| \| \| \| Robert Kišerlovski \| 9 de agost de 1986 \| \| \| \| Bogdan Muška \| 18 de desembre de 1986 \| \| \| \| Vid Ogris \| 3 de gener de 1985 \| \| \| \| Primož Šegina \| 11 de gener de 1985 \| \| \| \| Simon Špilak \| 23 de juny de 1986 \| \| \| \| Miha Švab \| 20 de abril de 1984 \| \| \| \| Matej Zorko \| 1 de abril de 1982 \| \| \| \| Simon Zupančič (22 de juny–31 de des) \| 25 de novembre de 1986 \| \| \| \| \| \| \| \| \| Fonts: Cycling Quotient Cycling Archives \| \| \| \|Nota: Janez Brajkovič, canvi d'equip |                        |             |  |
| Llista de l'equip 2005 |                        |             |  |
| Ciclista | Data de naixement      | Equip previ |  |
| Saso Barantin | 19 de març de 1986     |             |  |
| Janez Brajkovič (1 de gen–24 de jul, Nota) | 18 de desembre de 1983 |             |  |
| Jure Bregar | 5 de abril de 1985     |             |  |
| Robert Kišerlovski | 9 de agost de 1986     |             |  |
| Bogdan Muška | 18 de desembre de 1986 |             |  |
| Vid Ogris | 3 de gener de 1985     |             |  |
| Primož Šegina | 11 de gener de 1985    |             |  |
| Simon Špilak | 23 de juny de 1986     |             |  |
| Miha Švab | 20 de abril de 1984    |             |  |
| Matej Zorko | 1 de abril de 1982     |             |  |
| Simon Zupančič (22 de juny–31 de des) | 25 de novembre de 1986 |             |  |
| |                        |             |  |
| Fonts: Cycling Quotient Cycling Archives |                        |             |  |

| \| Llista de l'equip 2006 \| Llista de l'equip 2006 \| Llista de l'equip 2006 \| Llista de l'equip 2006 \| \| Ciclista \| Data de naixement \| Equip previ \| \| \| ---------------------------------------- \| ---------------------- \| -------------------------------- \| ---------------------- \| \| Saso Barantin \| 19 de març de 1986 \| \| \| \| Bruno Bertolini (7 de abr–31 de des) \| 10 de juny de 1981 \| \| \| \| Robert Kišerlovski \| 9 de agost de 1986 \| \| \| \| Zoran Klemenčič \| 28 de abril de 1976 \| Tenax-Nobili Rubinetterie (2005) \| \| \| Luka Kodra \| 16 de gener de 1986 \| \| \| \| Tomaž Nose \| 21 de abril de 1982 \| \| \| \| Joze Senekovic \| 12 de març de 1986 \| \| \| \| Miha Šolar \| 15 de març de 1982 \| \| \| \| Simon Špilak \| 23 de juny de 1986 \| \| \| \| Miha Švab \| 20 de abril de 1984 \| \| \| \| Jure Zagar \| 27 de febrer de 1987 \| \| \| \| Matej Zorko \| 1 de abril de 1982 \| \| \| \| Simon Zupančič \| 25 de novembre de 1986 \| \| \| \| \| \| \| \| \| Fonts: Cycling Quotient Cycling Archives \| \| \| \| |                        |                                  |  |
| Llista de l'equip 2006 |                        |                                  |  |
| Ciclista | Data de naixement      | Equip previ                      |  |
| Saso Barantin | 19 de març de 1986     |                                  |  |
| Bruno Bertolini (7 de abr–31 de des) | 10 de juny de 1981     |                                  |  |
| Robert Kišerlovski | 9 de agost de 1986     |                                  |  |
| Zoran Klemenčič | 28 de abril de 1976    | Tenax-Nobili Rubinetterie (2005) |  |
| Luka Kodra | 16 de gener de 1986    |                                  |  |
| Tomaž Nose | 21 de abril de 1982    |                                  |  |
| Joze Senekovic | 12 de març de 1986     |                                  |  |
| Miha Šolar | 15 de març de 1982     |                                  |  |
| Simon Špilak | 23 de juny de 1986     |                                  |  |
| Miha Švab | 20 de abril de 1984    |                                  |  |
| Jure Zagar | 27 de febrer de 1987   |                                  |  |
| Matej Zorko | 1 de abril de 1982     |                                  |  |
| Simon Zupančič | 25 de novembre de 1986 |                                  |  |
| |                        |                                  |  |
| Fonts: Cycling Quotient Cycling Archives |                        |                                  |  |

| \| Llista de l'equip 2007 \| Llista de l'equip 2007 \| Llista de l'equip 2007 \| Llista de l'equip 2007 \| \| Ciclista \| Data de naixement \| Equip previ \| \| \| ---------------------------------------- \| ---------------------- \| ------------------------------------- \| ---------------------- \| \| Benjamin Cujnik \| 24 de abril de 1988 \| \| \| \| Blaž Furdi \| 27 de maig de 1988 \| \| \| \| Blaž Jarc \| 17 de juliol de 1988 \| \| \| \| Robert Kišerlovski \| 9 de agost de 1986 \| \| \| \| Marko Kump \| 9 de setembre de 1988 \| \| \| \| Tomaž Nose \| 21 de abril de 1982 \| \| \| \| Joze Senekovic \| 12 de març de 1986 \| \| \| \| Simon Špilak \| 23 de juny de 1986 \| \| \| \| Miha Švab \| 20 de abril de 1984 \| \| \| \| Jure Zagar \| 27 de febrer de 1987 \| \| \| \| Tint Sagar \| 27 de agost de 1988 \| \| \| \| Jure Zrimšek \| 20 de gener de 1982 \| Acqua & Sapone - Caffè Mokambo (2006) \| \| \| \| \| \| \| \| Fonts: Cycling Quotient Cycling Archives \| \| \| \| |                       |                                       |  |
| Llista de l'equip 2007 |                       |                                       |  |
| Ciclista | Data de naixement     | Equip previ                           |  |
| Benjamin Cujnik | 24 de abril de 1988   |                                       |  |
| Blaž Furdi | 27 de maig de 1988    |                                       |  |
| Blaž Jarc | 17 de juliol de 1988  |                                       |  |
| Robert Kišerlovski | 9 de agost de 1986    |                                       |  |
| Marko Kump | 9 de setembre de 1988 |                                       |  |
| Tomaž Nose | 21 de abril de 1982   |                                       |  |
| Joze Senekovic | 12 de març de 1986    |                                       |  |
| Simon Špilak | 23 de juny de 1986    |                                       |  |
| Miha Švab | 20 de abril de 1984   |                                       |  |
| Jure Zagar | 27 de febrer de 1987  |                                       |  |
| Tint Sagar | 27 de agost de 1988   |                                       |  |
| Jure Zrimšek | 20 de gener de 1982   | Acqua & Sapone - Caffè Mokambo (2006) |  |
| |                       |                                       |  |
| Fonts: Cycling Quotient Cycling Archives |                       |                                       |  |

| \| Llista de l'equip 2007 \| Llista de l'equip 2007 \| Llista de l'equip 2007 \| Llista de l'equip 2007 \| \| Ciclista \| Data de naixement \| Equip previ \| \| \| ---------------------------------------- \| ---------------------- \| ------------------------------------- \| ---------------------- \| \| Benjamin Cujnik \| 24 de abril de 1988 \| \| \| \| Blaž Furdi \| 27 de maig de 1988 \| \| \| \| Blaž Jarc \| 17 de juliol de 1988 \| \| \| \| Robert Kišerlovski \| 9 de agost de 1986 \| \| \| \| Marko Kump \| 9 de setembre de 1988 \| \| \| \| Tomaž Nose \| 21 de abril de 1982 \| \| \| \| Joze Senekovic \| 12 de març de 1986 \| \| \| \| Simon Špilak \| 23 de juny de 1986 \| \| \| \| Miha Švab \| 20 de abril de 1984 \| \| \| \| Jure Zagar \| 27 de febrer de 1987 \| \| \| \| Tint Sagar \| 27 de agost de 1988 \| \| \| \| Jure Zrimšek \| 20 de gener de 1982 \| Acqua & Sapone - Caffè Mokambo (2006) \| \| \| \| \| \| \| \| Fonts: Cycling Quotient Cycling Archives \| \| \| \| |                       |                                       |  |
| Llista de l'equip 2007 |                       |                                       |  |
| Ciclista | Data de naixement     | Equip previ                           |  |
| Benjamin Cujnik | 24 de abril de 1988   |                                       |  |
| Blaž Furdi | 27 de maig de 1988    |                                       |  |
| Blaž Jarc | 17 de juliol de 1988  |                                       |  |
| Robert Kišerlovski | 9 de agost de 1986    |                                       |  |
| Marko Kump | 9 de setembre de 1988 |                                       |  |
| Tomaž Nose | 21 de abril de 1982   |                                       |  |
| Joze Senekovic | 12 de març de 1986    |                                       |  |
| Simon Špilak | 23 de juny de 1986    |                                       |  |
| Miha Švab | 20 de abril de 1984   |                                       |  |
| Jure Zagar | 27 de febrer de 1987  |                                       |  |
| Tint Sagar | 27 de agost de 1988   |                                       |  |
| Jure Zrimšek | 20 de gener de 1982   | Acqua & Sapone - Caffè Mokambo (2006) |  |
| |                       |                                       |  |
| Fonts: Cycling Quotient Cycling Archives |                       |                                       |  |

| \| Llista de l'equip 2016 \| Llista de l'equip 2016 \| Llista de l'equip 2016 \| Llista de l'equip 2016 \| \| Ciclista \| Data de naixement \| Equip previ \| \| \| --------------------------------------- \| ---------------------- \| ------------------------------ \| ---------------------- \| \| Jon Božič \| 16 de novembre de 1996 \| \| \| \| Matej Drinovec \| 11 de agost de 1991 \| \| \| \| Kristjan Fajt \| 7 de maig de 1982 \| Perutnina Ptuj (2008) \| \| \| Jure Golčer \| 12 de juliol de 1977 \| Felbermayr Simplon Wels (2015) \| \| \| Gašper Katrašnik \| 20 de juny de 1995 \| Kolesarski klub Kranj (2015) \| \| \| Matej Mesojedec \| 15 de març de 1997 \| \| \| \| Domen Novak \| 12 de juliol de 1995 \| \| \| \| David Per \| 13 de febrer de 1995 \| \| \| \| Gorazd Per \| 5 de març de 1997 \| \| \| \| Radoslav Rogina \| 3 de març de 1979 \| Loborika Favorit (2011) \| \| \| \| \| \| \| \| Fonts: ProCyclingStats Cycling Archives \| \| \| \| |                        |                                |  |
| Llista de l'equip 2016 |                        |                                |  |
| Ciclista | Data de naixement      | Equip previ                    |  |
| Jon Božič | 16 de novembre de 1996 |                                |  |
| Matej Drinovec | 11 de agost de 1991    |                                |  |
| Kristjan Fajt | 7 de maig de 1982      | Perutnina Ptuj (2008)          |  |
| Jure Golčer | 12 de juliol de 1977   | Felbermayr Simplon Wels (2015) |  |
| Gašper Katrašnik | 20 de juny de 1995     | Kolesarski klub Kranj (2015)   |  |
| Matej Mesojedec | 15 de març de 1997     |                                |  |
| Domen Novak | 12 de juliol de 1995   |                                |  |
| David Per | 13 de febrer de 1995   |                                |  |
| Gorazd Per | 5 de març de 1997      |                                |  |
| Radoslav Rogina | 3 de març de 1979      | Loborika Favorit (2011)        |  |
| |                        |                                |  |
| Fonts: ProCyclingStats Cycling Archives |                        |                                |  |

| \| Llista de l'equip 2017 \| Llista de l'equip 2017 \| Llista de l'equip 2017 \| Llista de l'equip 2017 \| \| Ciclista \| Data de naixement \| Equip previ \| \| \| --------------------------------------- \| ---------------------- \| ------------------------------ \| ---------------------- \| \| Andrea Borso \| 29 de desembre de 1994 \| \| \| \| Jon Božič \| 16 de novembre de 1996 \| \| \| \| Gregor Gazvoda \| 15 de octubre de 1981 \| Kinan Cycling Team (2015) \| \| \| Jure Golčer \| 12 de juliol de 1977 \| Felbermayr Simplon Wels (2015) \| \| \| Žiga Grošelj \| 31 de agost de 1993 \| Kolesarski klub Kranj (2016) \| \| \| Žiga Horvat \| 13 de setembre de 1998 \| \| \| \| Gašper Katrašnik \| 20 de juny de 1995 \| Kolesarski klub Kranj (2015) \| \| \| Gorazd Per \| 5 de març de 1997 \| \| \| \| Dušan Rajović \| 19 de novembre de 1997 \| World Cycling Centre (2016) \| \| \| Radoslav Rogina \| 3 de març de 1979 \| Loborika Favorit (2011) \| \| \| \| \| \| \| \| Fonts: ProCyclingStats Cycling Archives \| \| \| \| |                        |                                |  |
| Llista de l'equip 2017 |                        |                                |  |
| Ciclista | Data de naixement      | Equip previ                    |  |
| Andrea Borso | 29 de desembre de 1994 |                                |  |
| Jon Božič | 16 de novembre de 1996 |                                |  |
| Gregor Gazvoda | 15 de octubre de 1981  | Kinan Cycling Team (2015)      |  |
| Jure Golčer | 12 de juliol de 1977   | Felbermayr Simplon Wels (2015) |  |
| Žiga Grošelj | 31 de agost de 1993    | Kolesarski klub Kranj (2016)   |  |
| Žiga Horvat | 13 de setembre de 1998 |                                |  |
| Gašper Katrašnik | 20 de juny de 1995     | Kolesarski klub Kranj (2015)   |  |
| Gorazd Per | 5 de març de 1997      |                                |  |
| Dušan Rajović | 19 de novembre de 1997 | World Cycling Centre (2016)    |  |
| Radoslav Rogina | 3 de març de 1979      | Loborika Favorit (2011)        |  |
| |                        |                                |  |
| Fonts: ProCyclingStats Cycling Archives |                        |                                |  |

## Classificacions UCI
L'equip participa en les proves dels circuits continentals i principalment en les curses del calendari de l'UCI Europa Tour.
UCI Amèrica Tour
| Temporada | Classificació per equips | Millor ciclista en la classificació individual |
| --------- | ------------------------ | ---------------------------------------------- |
| 2009      | 24è                      | Marko Kump (103è)                              |

UCI Àsia Tour
| Temporada | Classificació per equips | Millor ciclista en la classificació individual |
| --------- | ------------------------ | ---------------------------------------------- |
| 2010      | 34è                      | Mitja Mahorič (60è)                            |
| 2012      | 64è                      | Marko Kump (274è)                              |
| 2014      | 43è                      | Kristjan Fajt (73è)                            |
| 2015      | 8è                       | Marko Kump (8è)                                |
| 2016      | 94è                      | Gašper Katrašnik (580è)                        |
| 2017      | 44è                      | Radoslav Rogina (107è)                         |
| 2018      | 38è                      | Radoslav Rogina (49è)                          |

UCI Europa Tour
| Temporada | Classificació per equips | Millor ciclista en la classificació individual |
| --------- | ------------------------ | ---------------------------------------------- |
| 2005      | 82è                      | Miha Švab (326è)                               |
| 2006      | 40è                      | Tomaž Nose (60è)                               |
| 2007      | 35è                      | Tomaž Nose (76è)                               |
| 2008      | 50è                      | Grega Bole (47è)                               |
| 2009      | 16è                      | Grega Bole (26è)                               |
| 2010      | 28è                      | Matej Gnezda (46è)                             |
| 2011      | 27è                      | Blaž Furdi (61è)                               |
| 2012      | 10è                      | Marko Kump (4t)                                |
| 2013      | 6è                       | Matej Mugerli (4t)                             |
| 2014      | 14è                      | Matej Mugerli (13è)                            |
| 2015      | 13è                      | Marko Kump (5è)                                |
| 2016      | 36è                      | David Per (160è)                               |
| 2017      | 84è                      | Dušan Rajović (410è)                           |
| 2018      | 41è                      | Dušan Rajović (246è)                           |
| 2019      | 34è                      | Marko Kump (212è)                              |

UCI Oceania Tour
| Temporada | Classificació per equips | Millor ciclista en la classificació individual |
| --------- | ------------------------ | ---------------------------------------------- |
| 2010      | 25è                      | Blaž Jarc (65è)                                |